# Municipal Borough of Twickenham

Twickenham in der früheren Grafschaft Middlesex

Der Municipal Borough of Twickenham war ein Bezirk im Ballungsraum der britischen Hauptstadt London. Er existierte von 1868 bis 1965 unter verschiedenen Bezeichnungen und lag im Süden der ehemaligen Grafschaft Middlesex.

## Geschichte
Twickenham war ursprünglich ein Civil parish in der Harde (hundred) Isleworth. 1868 wurde ein lokaler Gesundheitsrat (local board of health) mit Kompetenzen im Infrastrukturbereich geschaffen. Aus diesem entstand 1875 ein städtischer Gesundheitsdistrikt (urban sanitary district) mit erweiterten Befugnissen. 1894 rekonstituierte sich der Gesundheitsdistrikt als Urban District. Dieser wiederum erhielt 1926 den Status eines Municipal Borough. 1934 fusionierten die bisher eigenständigen Urban Districts Hampton, Hampton Wick und Teddington mit Twickenham, wodurch sich die Fläche fast verdreifachte.
Bei der Gründung der Verwaltungsregion Greater London im Jahr 1965 entstand aus der Fusion der Municipal Boroughs Barnes, Richmond (beide in Surrey gelegen) und Twickenham der London Borough of Richmond upon Thames.

## Statistik
Bis zum Jahr 1934 betrug die Fläche 2421 acres (9,80 km²), danach 7014 acres (28,38 km²). Die Volkszählungen ergaben folgende Einwohnerzahlen:
| Jahr      | 1901   | 1911   | 1921   | 1931   | 1951    | 1961    |
| Einwohner | 20.991 | 29.367 | 34.790 | 39.906 | 105.663 | 100.971 |